# Mohamed Saleck Ould Mohamed Lemine
 (juin 2013).
Mohamed Saleck Ould Mohamed Lemine (né en 1963) est un homme politique et diplomate mauritanien.

## Biographie

### Enfance et formation
Il est diplômé de l'École nationale d'administration de Nouakchott. 

### Carrière
Ould Mohamed Lemine entre au ministère des Affaires étrangères le 1er août 1984. Il est aussi fonctionnaire à la Direction des organisations internationales puis chef de la Division ONU[réf. nécessaire]. 
Ould Mohamed Lemine sert ensuite à la mission permanente auprès des Nations unies à New York comme Premier conseiller de 1992 à 1995. Il est nommé consul général aux Îles Canaries (Espagne) en janvier 1996, puis ambassadeur et représentant permanent auprès de l'Office des Nations unies à Genève et des organisations internationales en Suisse en septembre 1997[réf. nécessaire]. 
Il cumule ce poste avec celui d'ambassadeur extraordinaire et plénipotentiaire en Suisse à partir de septembre 2006. Il est nommé ministre des Affaires étrangères en avril 2007 dans le gouvernement issu des premières élections démocratiques de l'histoire de la Mauritanie. Il quitte le gouvernement un an plus tard, en mai 2008. Il est désigné par la suite membre de la Commission d'établissement des faits, chargé par l'Union africaine de la situation entre le Soudan et le Tchad. Il travaille à l'Organisation mondiale de la propriété intellectuelle depuis octobre 2010.
Ould Mohamed Lemine a publié un livre sur l’expérience démocratique mauritanienne sous le titre Mauritanie : L'espérance déçue 2006-2008 : Démocratie sans lendemain. La publication de ce livre a suscité un large débat en Mauritanie. Le Président Sidi Ould Cheikh Abdellahi a fait part à son ancien ministre « de la grande considération qu'[il] éprouve pour les efforts considérables que vous avez fournis pour mettre à la disposition de ceux qui sont intéressés par notre pays un document particulièrement riche sur la période où vous avez été ministre des Affaires étrangères et sur les incursions que vous faites dans les périodes antérieure et actuelle ». Les anciens ministres Mohamed Mahmoud Ould Wedady et Mohamed Vall Ould Bellal ont souligné la grande qualité de cette œuvre et la contribution significative qu'elle apporte à l'Histoire de la Mauritanie ainsi que les réflexions profondes sur des questions fondamentales pour l'avenir du pays. Bertrand Fessard de Foucoult, ancien ambassadeur de France, et Niels Planel, politologue et essayiste français, ont également rendu hommage à l'auteur.

## Publication
- Mohamed Saleck Ould Mohamed Lemine, Mauritanie : l'espérance déçue : 2006-2008 : une démocratie sans lendemain, Paris, Éditions l'Harmattan, coll. « Défense, Stratégie & Relations humaines », juin 2012, 266 p. (ISBN 978-2-296-96083-1, présentation en ligne)